# Johannes Luyts

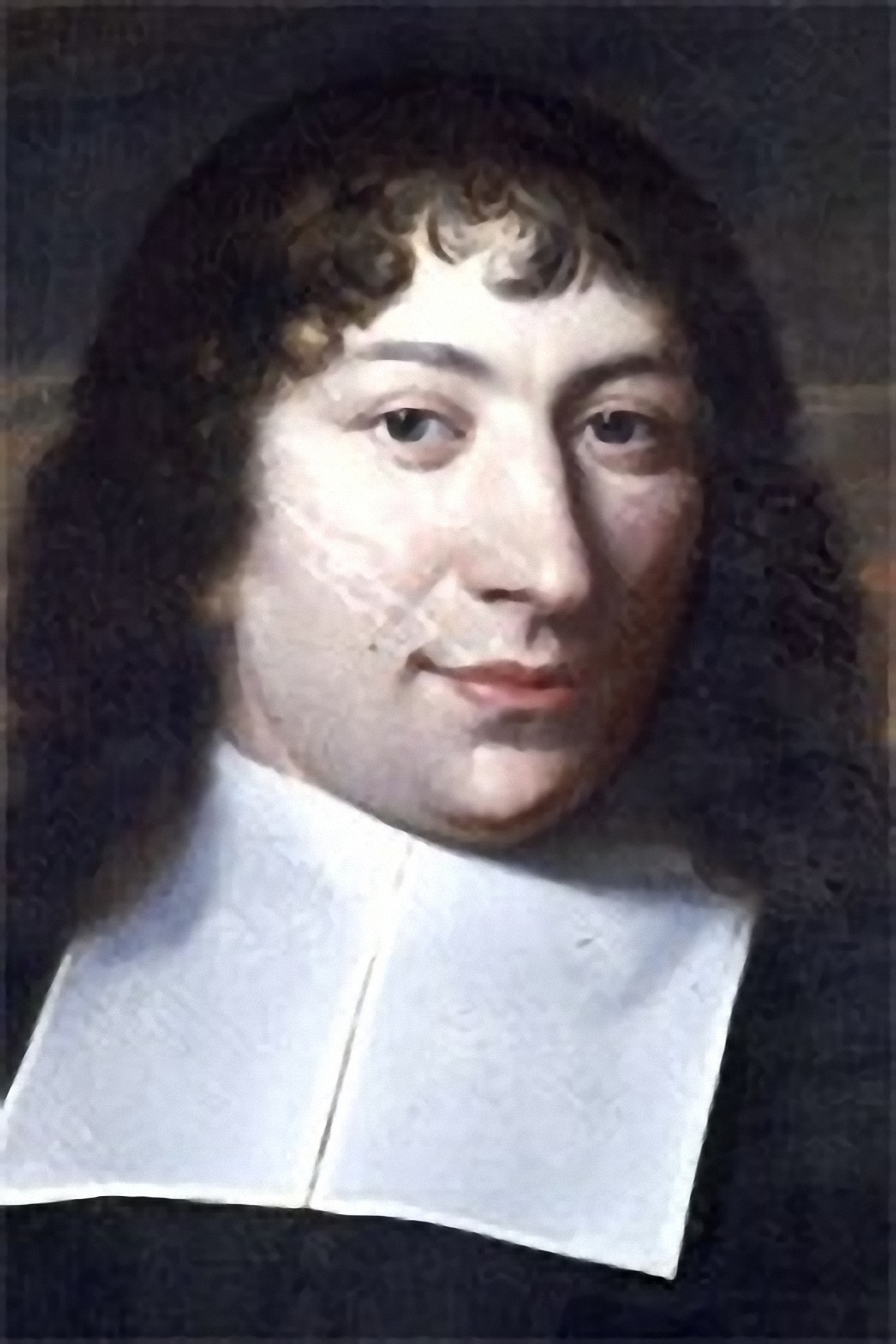
Johannes Luyts

Johannes Luyts (auch: Jan Luit; * 19. September 1655 in Hoorn; † 12. März 1721 in Utrecht) war ein niederländischer Mathematiker, Philosoph, Astronom und Physiker.

## Leben
Luyts hatte die Lateinschule seiner Geburtsstadt besucht. Er immatrikulierte sich am 17. April 1673 an der Universität Leiden, wo Antonius Hulsius (1615–1685), Wolferdus Senguerdius und Gerardus de Vries seine Lehrer wurden. Als letzterer an die Universität Utrecht wechselte, folgte er diesem 1676 und erwarb am 29. Juni 1677 den akademischen Grad eines Magisters der Philosophie. Noch im selben Jahr berief man ihn am 29. Oktober 1677 zum außerordentlichen Professor der Physik und Mathematik.
Nachdem er die Stelle am 11. Dezember 1677 angetreten hatte, wurde er am 9. Februar 1680 ordentlicher Professor der Physik und Mathematik. In dieser Eigenschaft beteiligte er sich auch an den organisatorischen Aufgaben der Utrechter Akademie und war 1688/89 Rektor der Alma Mater. Luyts lebte zurückgezogen und war nie verheiratet. Er war ein Anhänger der philosophischen Schule des Aristoteles und war ein Gegner der cartesianischen Philosophie des René Descartes.

## Werke
- Astronomica institutio, in qua doctrina Sphaerica, atque Theorica, intermixto usu Sphaerae coelestis et variis chronologicis, pertractantur c. fig. aen. Utrecht 1689, 1692.
- Introductio in Geographiam novam et veterem, adjiciuntur Oceani terrae, et cujusque Tabulae, etiam chartae LXV Sansonis. Utrecht 1692 (books.google.de).
- Dissert. De Meridiano coelesti. Utrecht 1697.
- A general and particular description of America. 1701.
- De magnete. 1716.

## Weblink
- Catalogus Professorum Academiae Rheno-Traiectinae

| Personendaten    | Personendaten                                                   |
| ---------------- | --------------------------------------------------------------- |
| NAME             | Luyts, Johannes                                                 |
| ALTERNATIVNAMEN  | Luit, Jan                                                       |
| KURZBESCHREIBUNG | niederländischer Mathematiker, Philosoph, Astronom und Physiker |
| GEBURTSDATUM     | 19. September 1655                                              |
| GEBURTSORT       | Hoorn                                                           |
| STERBEDATUM      | 12. März 1721                                                   |
| STERBEORT        | Utrecht                                                         |